# Calebasses
Calebasses är en ort i Mauritius.   Den ligger i distriktet Pamplemousses, i den västra delen av landet, 8 km nordost om huvudstaden Port Louis. Calebasses ligger 55 meter över havet och antalet invånare är 4 648. Den ligger på ön Mauritius.
Terrängen runt Calebasses är platt norrut, men söderut är den kuperad. Runt Calebasses är det tätbefolkat, med 411 invånare per kvadratkilometer. Närmaste större samhälle är Port Louis, 8,0 km sydväst om Calebasses. Trakten runt Calebasses består till största delen av jordbruksmark.